# Objectives and key results
Objectives and key results, in italiano Obiettivi e risultati chiave, (anche noto con la sigla OKR, anche al plurale inglese OKRs) è una metodologia di pianificazione strategica e definizione degli obiettivi utilizzato da individui, gruppi e organizzazioni per definire obiettivi misurabili e tenere traccia dei relativi risultati. Lo sviluppo di OKR è generalmente attribuito ad Andrew Grove, ex amministratore delegato di Intel, che negli anni '70 lo introdusse in azienda.

## Caratteristiche
La metodologia OKR prevede la definizione di un obiettivo significativo, concreto e chiaramente definito e di 3-5 risultati chiave, ovvero dei criteri di successo misurabili utilizzati per monitorare il raggiungimento di tale obiettivo.
Gli obiettivi dovrebbero anche essere motivanti per l'individuo, il gruppo o l'organizzazione che sta lavorando per raggiungerli ed essere supportati da iniziative, ovvero piani e attività che aiutino a realizzare i risultati chiave e raggiungere l'obiettivo.
I risultati chiave dovrebbero essere misurabili tramite una percentuale di realizzazione o un qualsiasi valore numerico utilizzabile da pianificatori e decisori per determinare se coloro che sono coinvolti nei lavori per il raggiungimento del risultato chiave stiano avendo o abbiano avuto successo. Non dovrebbe esserci alcuna possibilità di "zona grigia" quando si definisce un risultato chiave.
Gli OKR imprimono un chiaro condizionamento culturale nel contesto in cui vengono inseriti, introducendo una mentalità volta a potenziare: cultura del dato (tutto viene misurato in modo oggettivo), trasparenza radicale (gli obiettivi sono visibili per tutti e a tutti i livelli) e agilità organizzativa (gli OKR vengono ridefiniti sulla base di cicli trimestrali e non a caso vengono spesso abbinati a rituali e pratiche del mondo “agile”).

## Storia
Andrew Grove ha introdotto il concetto di OKR negli anni '70 durante il suo incarico presso Intel. Successivamente ha descritto OKR nel suo libro High Output Management del 1983.
Nel 1975, John Doerr, all'epoca addetto alle vendite per Intel, frequentò un corso di formazione interno, tenuto da Grove, nel quale apprese le basi della teoria degli OKR, allora chiamata "iMBOs" ("Intel Management by Objectives ").
Nel 1999, quando Doerr lavorava per la società di venture capital Kleiner Perkins, presentò la metodologia OKR a Google. L'idea prese piede e gli OKR divennero rapidamente centrali nella cultura di Google come "metodologia di gestione che aiuta a garantire che l'azienda concentri gli sforzi sulle stesse importanti questioni in tutta l'organizzazione".
La metodologia OKR è stata resa popolare da Christina Wodtke nel 2016: nel suo libro Radical Focus tratta l'argomento attraverso una favola su una giovane startup.
Il tema è stato ulteriormente trattato da Doerr nel 2017, che nel libro Measure What Matters spiega così il concetto semplice ma efficace di Grove:
(John Doerr, "Measure What Matters")
Larry Page, ex amministratore di Alphabet e co-fondatore di Google, ha citato l'efficacia del metodo OKR nella prefazione del libro di Doerr:
(Larry Page, prefazione di "Measure What Matters: How Google, Bono, and the Gates Foundation Rock the World with OKRs")
Da quando è divenuta popolare all'interno di Google, la metodologia OKR ha incontrato il favore di molte altre grandi organizzazioni tecnologiche simili tra cui LinkedIn, Twitter, Uber, Microsoft e GitLab.
In tempi recenti gli OKR si sono diffusi a livello globale, oltrepassando anche il perimetro delle sole aziende digital e del mondo startup, e sono presenti anche in Italia. Lo provano Francesco Frugiuele e Matteo Sola nel libro OKR Performance, uscito nel 2021, presentando ben 17 case history di aziende che hanno sperimentato la metodologia sul territorio italiano.

## Best practice
Doerr consiglia che il tasso di successo nella realizzazione dei risultati chiave sia del 70%. Tale percentuale incoraggia la definizione di obiettivi sfidanti che motivino i lavoratori con un basso rischio di fallimento. Al contrario, se il 100% dei risultati chiave viene costantemente raggiunto, i risultati chiave devono essere rivalutati.
Le organizzazioni dovrebbero prestare attenzione alla definizione dei loro OKR, che non devono rappresentare la propria operatività corrente (business as usual), poiché tali obiettivi, per definizione, non sono orientati all'azione e non sono fonte di motivazione. Anche parole come "aiuto" e "consultare" dovrebbero essere evitate poiché tendono a essere utilizzate per descrivere attività vaghe piuttosto che risultati concreti e misurabili.
Per valutare il raggiungimento dei risultati chiave, si consiglia di misurare indicatori "anticipatori" anziché "ritardati": i primi sono facilmente misurabili e forniscono un avviso tempestivo quando qualcosa non va per il verso giusto, in modo che si possa correggere la rotta; i secondi, al contrario, sono metriche che non possono essere attribuite a particolari cambiamenti e quindi impediscono alle organizzazioni di correggere la rotta in tempo.
Lo stesso Doerr nel proprio libro "What Matters" sostiene l’importanza di utilizzare dei software a supporto dell’implementazione dell’approccio OKRs. Nel suo sito si possono trovare le soluzioni da lui raccomandate.

## Critiche
La definizione degli OKR a livello di individuo, gruppo e organizzazione è vista da alcuni critici come un eccessivo approccio a cascata, effetto che in teoria la metodologia OKR intende evitare.
Gli OKR prendono le mosse e le distanze proprio dagli MBO, che classicamente vengono installati nel contesto organizzativo secondo un meccanismo esclusivamente top-down e a cascata, mentre gli OKR innescano un dialogo sia top-down (l’azienda definisce la direzione strategica macro da perseguire) sia bottom-up (ogni livello propone e spinge verso l’altro l’interpretazione di quella direzione strategica declinata nei propri obiettivi).

## Metodologie simili
OKR si sovrappone parzialmente ad altre metodologie di pianificazione strategica come Objectives, goals, strategies and measures (OGSM, che tuttavia include esplicitamente "Strategia" come una delle sue componenti) e X-Matrix di Hoshin Kanri, e di gestione delle performance, collocandosi a metà strada tra KPI e Balanced scorecard.
Una differenza importante tra OKR e gestione della performance è il fatto che, almeno nella loro filosofia originaria, gli OKR sono uno strumento di business e di condivisione/distribuzione della strategia, non di controllo, valutazione e reward delle persone in ottica HR. Al contrario, gli OKR si allontanano dalla performance basata sulle leve di motivazione intrinseca, per rivolgersi a quelli di natura intrinseca. La natura stessa, molto sfidante, degli obiettivi OKR rende la finalità di valutazione e premiazione economica delle persone tendenzialmente incompatibile, perché le persone vengono spinte a sfidarsi e spingersi ben oltre la normale soglia della performance, sbagliando frequentemente e mancando di norma la realizzazione completa (100%) dell’obiettivo. Il “fallimento” è in tal senso una dimensione positiva degli OKR e per questo non può tradursi nel mancato raggiungimento di un premio economico.